# Sveti Ožbolt, Škofja Loka
Sveti Ožbolt, pogosto zapisano okrajšano kot Sv. Ožbolt, je naselje v Občini Škofja Loka.